# São João (Paraná)
São João est une municipalité brésilienne située dans l'État du Paraná.